# Basilique de Dermech I
 (indiquez la date de pose grâce au paramètre date).
La basilique de Dermech appelée ultérieurement basilique de Dermech I est un édifice chrétien situé à l'intérieur du parc archéologique des thermes d'Antonin du Site archéologique de Carthage, en Tunisie. Au début des années 2000, elle est considérée selon les spécialistes comme l'une des églises les mieux conservées de Carthage.

## Localisation et nom

le plan général du site archéologique de Carthage

Plan des vestiges dans le parc archéologique

La basilique est située dans le parc archéologique des thermes d'Antonin, à moins de 100 m (150 m selon Baratte et alii) de l'édifice thermal et du rivage, et également des citernes de Bordj Djedid. Elle est située au sud du site du monastère de saint-Étienne, détruit après des fouilles réalisées au début du XXe siècle.
La basilique est dénommée désormais basilique de Dermech I, pour la distinguer de deux autres édifices retrouvés dans l'enceinte du parc archéologique des thermes d'Antonin, les basiliques de Dermech II et Dermech III. Les édifices ont également été dénommés basiliques de Douimès, selon un mot désignant des voûtes. Elle est orientée Est-nord-est ouest-sud-ouest.
Au nord et à l'ouest de l'édifice prend place un cimetière chrétien, où Gauckler a découvert plus de cent tombes.

## Histoire

### Histoire antique
L'édifice est inconnu avant sa découverte, il n'est pas cité dans les sources anciennes dont nous disposons. Il occupe un espace qui était occupé par une nécropole punique utilisée jusqu'au Ve siècle av. J.-C. Le terrain ne trouve une nouvelle affectation qu'avec les basiliques. Selon Gauckler les édifices ne sont pas antérieurs à la fin de l'occupation vandale ou du temps de Justinien, cette datation se confirmant par le mode de construction et l'ornementation.
Les travaux les plus récents sur les mosaïques évoquent quatre états de l'édifice entre la fin du IVe siècle et le milieu du VIe siècle. Le chœur a eu au moins deux phases de construction, et le fouilleur a découvert des traces des anciens sols, le premier comportant des céramiques du Ve siècle. Aucune sépulture ni épitaphe n'a été découverte lors des fouilles archéologiques.
Selon Gauckler le premier état de l'édifice, date de l'occupation vandale, le second étant daté de la période byzantine, vers 523-525. Dans un dernier état, le baptistère est construit à la suite de la destruction d'une abside, à l'époque byzantine tardive. Des sols en béton sont installés peu avant l'abandon du site.
L'édifice est détruit par un incendie et Gauckler attribue cette destruction à la conquête arabe en 698. Les sculptures ornées de motifs religieux ont été détruites avec rage selon le fouilleur, qui a également mis en évidence la trace d'un bûcher organisé au milieu de l'édifice avec tous les meubles et matériaux inflammables. Les ruines sont utilisées comme carrière de pierres par les marins de Pise ou Venise au Moyen Âge, et les vestiges subsistants sont enfouis sous la colline.

### Histoire moderne et redécouverte du site
La basilique est retrouvée lors des fouilles menées en 1899 par Paul Gauckler pour dégager des nécropoles puniques.
Les mosaïques de l'édifice, découvertes dans « un état de conservation remarquable », ne sont pas déposées pour la plupart et sont laissées à l'air libre après leur découverte : elles ont désormais disparu. Certaines mosaïques ont malgré tout été sauvées, déposées au musée du Bardo ou au musée de Carthage, et même à l'ambassade de Tunisie en France.

## Description

### Architecture
L'enceinte globale mesure 40 m sur 31 m.

#### Basilique et annexes

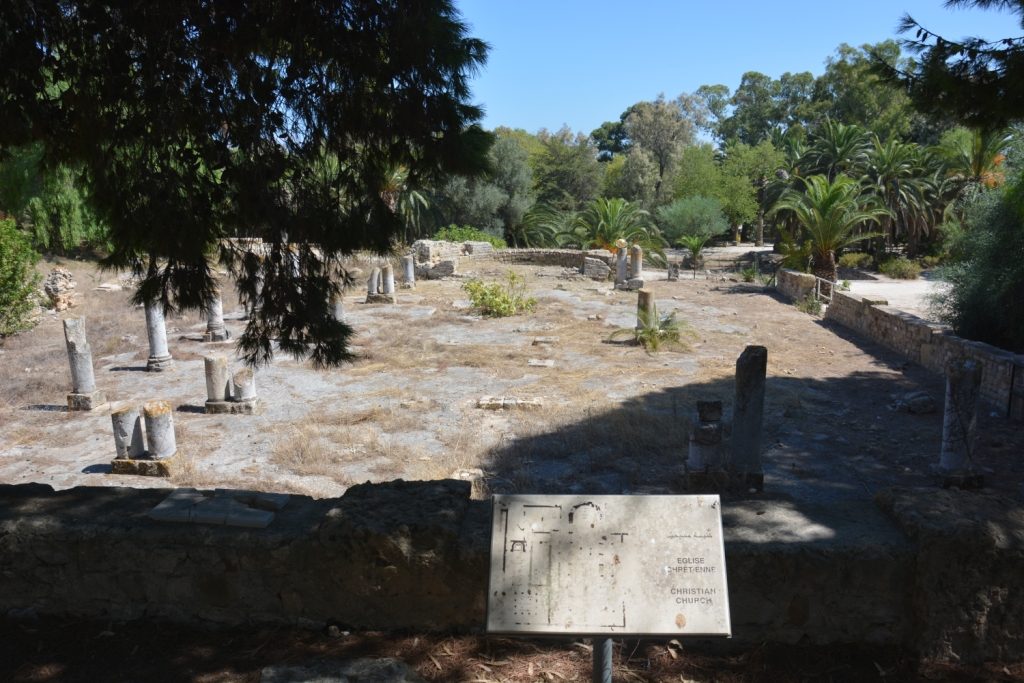
Vue générale en 2012

L'édifice actuel est une basilique de 5 nefs et 9 travées, avec une abside située à l'est et une entrée au sud. L'entrée a été placée au sud car la construction est placée sur les premières pentes de la colline de Bordj Djedid. La basilique est large de 21 m et longue de 35,50 m, pour une surface de 750 m2. Le quadratum populi, espace destiné à la communauté des fidèles, mesure 26 m sur 20 m.
Les murs sont en opus africanum et peu épais et le toit devait être en tuiles et à double pente. Les murs comportent des stucs, des plaques de marbre et de porphyre. Les colonnes et chapiteaux sont issus de réemploi, et de type et de couleurs très divers,.
Dans la nef centrale, large de 8,35 m selon Noël Duval, se tiennent des colonnes géminées. L'abside est surélevée de 0,25 m par rapport au reste de l'édifice. Les travées sont profondes de 3 m environ. Le chœur est muni de chancels dans une deuxième phase d'aménagement. L'autel situé devant l'abside comporte un ciborium et en dessous, sous le sol mosaïqué, un reliquaire en marbre de Chemtou a été trouvé dans une cavité de 0,75 m sur 0,60 m.
Le complexe comprend, outre la basilique, des annexes, une chapelle et diverses salles dont deux sacristies le long de l'abside, ainsi que des archives. Les sacristies ne sont pas certaines selon les études récentes. Les dépendances sont quant à elles situées au nord-est.

#### Ensemble baptismal

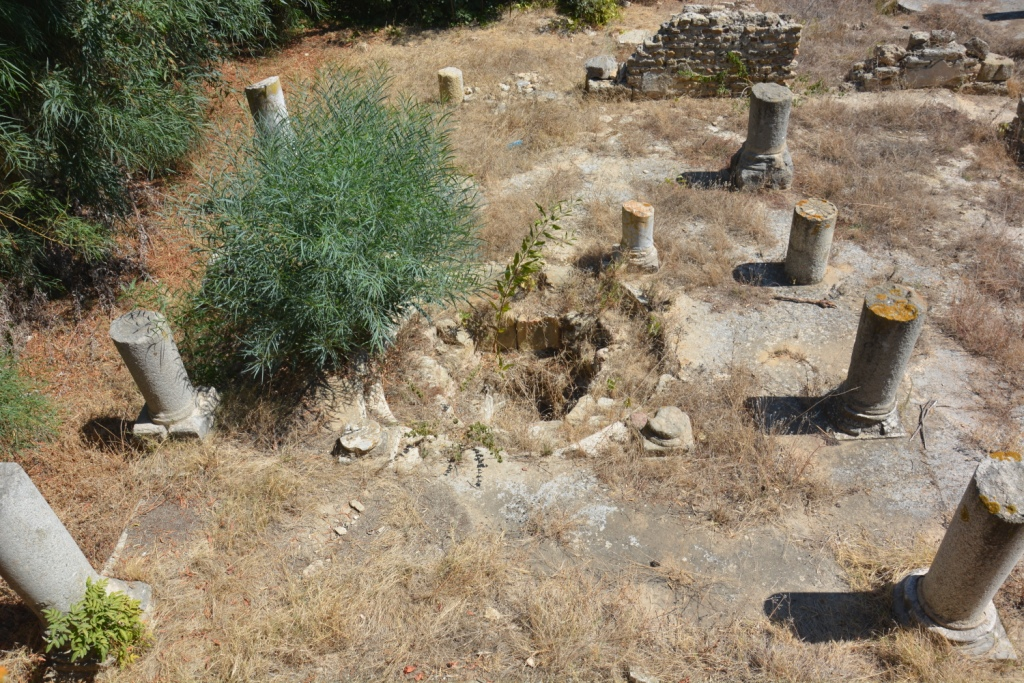
Baptistère, état en 2012

Le baptistère est situé au nord de la basilique. Le baptistère et la chapelle formaient un tout, qualifié d'ensemble baptismal.
Le baptistère est pourvu de deux portes, et cette partie mesure 12,50 m sur 10,25 m : la cuve hexagonale est alimentée par des citernes, d'anciennes chambres funéraires puniques. Une seconde citerne permettait de stocker de l'eau utilisée dans le baptistère pour l'entretien des locaux. La cuve, construite en petit appareil et en ciment de tuileau et recouverte de marbre blanc, est similaire à celle de la basilique de Damous el Karita.
Une baie permet d'accéder du baptistère à une chapelle annexe longue de 12,50 m et large de 8,25 m, et qui possède trois nefs. Un reliquaire a été retrouvé sous le ciborium. L'abside a sans doute servi de martyrium, et il y a également un atrium à portiques et des dépendances réservées au clergé. Au moins trois salles situées au nord-est sont reliées à l'église par un couloir.

### Mosaïques et décor
Initialement, les murs de l'édifice sont recouverts de crépis à l'extérieur et des stucs, peintures, placages de marbre ou de porphyre à l'intérieur. L'édifice est également richement orné de mosaïques. Un carreau de terre cuite provenant des parties hautes a été retrouvé, tout comme un fragment de sarcophage qui a rejoint les collections du musée du Bardo.
Les colonnes utilisées dans le quadratum populi sont des remplois, tout comme les chapiteaux. La mosaïque du quadratum populi possède un motif géométrique,.
La cuve baptismale était jadis pourvue d'un placage de marbre, deux escaliers permettant d'y descendre. Le baldaquin était orné de colonnes en marbre rose de Chemtou,. Les murs de cet espace étaient munis d'un riche décor peint.
L'entrée de la chapelle possède une mosaïque à motif de « coquilles en vagues alternées ». La chapelle était sans doute pourvue d'une cathèdre de marbre. La mosaïque de l'abside comportait deux faisans et celle de la nef était géométrique avec des oiseaux et des croix.

## Interprétation
L'édifice pose des questions tant dans sa place dans le quartier de la ville qui est le parc archéologique actuel que dans l'organisation religieuse générale de la cité.

### Autres édifices chrétiens dans le parc
La basilique Dermech II a 3 nefs et mesure 20 m sur 18 m ou 30 m sur 18 m selon Picard. La nef centrale fait environ 9,80 m et la nef latérale 4,10 m. Une riche mosaïque à décor géométrique à sens religieux et comportant des oiseaux décorait l'édifice. L'édifice, non loin d'une zone où on a retrouvé des fours de potier, a largement souffert des fouilles conduites par Gauckler sur les nécropoles puniques. De nouvelles fouilles ont été menées en 1943-1944 sous la direction de Gilbert Charles-Picard, et de nouveaux travaux dans les années 1990. L'édifice est méconnu car une partie se trouve sous les routes modernes et a néanmoins pu être daté du Ve siècle et de l'époque byzantine.
La basilique dite Dermech III est située au nord-ouest des thermes d'Antonin, entre le cardo XVII et le mur des latrines, mais a été retrouvée en très mauvais état, avec seulement deux absides et des éléments de murs. Elle a été fouillée de février à juillet 1952 et ont été mis au jour des traces de destruction par incendie. L'édifice, de 46,50 m sur 17,50 m, est identifié comme une église à deux absides mais Liliane Ennabli y voit « deux chapelles funéraires se faisant face ». La fouille a livré une mosaïque tombale de Marina datée du VIe siècle.

### Place de l'édifice dans les lieux de culte de Carthage
La basilique de Dermech « avait une réelle importance, malgré ses dimensions restreintes », Gauckler considère qu'elle était peut-être plus luxueuse que la grande basilique de Damous el Karita. Les recherches actuelles considèrent qu'il s'agit d'« une des basiliques majeures de Carthage ».
Les fouilles n'ont pas livré d'inscriptions susceptibles de nous fournir la dédicace de l'édifice ou son identification, parmi les 17 basiliques de Carthage citées par les textes. Gauckler, en cohérence avec la chronologie qu'il indique, évoque prudemment une identification à la basilique de Thrasamund ou celle de Sainte-Prime bâtie sous Justinien mais en reste à indiquer qu'il s'agissait d'« un des sanctuaires les plus importants de Carthage ».

#### Ouvrages généraux
- François Baratte, Fathi Béjaoui, Noël Duval, Sarah Berraho, Isabelle Gui et Hélène Jacquest, Basiliques chrétiennes d’Afrique du Nord, Bordeaux, Ausonius, coll. « Inventaire des monuments de la Tunisie » (no II), 2014, 319 p.
- Azedine Beschaouch, La légende de Carthage, Paris, Gallimard, 2001, 176 p. (ISBN 2-07-053212-7)
- Hédi Slim et Nicolas Fauqué, La Tunisie antique : de Hannibal à saint Augustin, Paris, Mengès, 2001, 259 p. (ISBN 978-2-85620-421-4).
- Hédi Slim, Ammar Mahjoubi, Khaled Belkhodja et Abdelmajid Ennabli, Histoire générale de la Tunisie, vol. I : L'Antiquité, Paris, Maisonneuve et Larose, 2003 (ISBN 978-2-7068-1695-6).
- Noël Duval, « Études d'architecture chrétienne nord-africaine », MEFRA, vol. 84-2,‎ 1972, p. 1071-1172 (lire en ligne, consulté le 4 avril 2020)
- Noël Duval, « Les monuments de culte chrétien et les cimetières [de Carthage] », Encyclopédie berbère, vol. XII,‎ 1993, p. 1804-18102
- Abdelmajid Ennabli et Hédi Slim, Carthage le site archéologique, Tunis, Cérès, 1993. .
- Abdelmajid Ennabli, Georges Fradier et Jacques Pérez, Carthage retrouvée, Tunis/Paris, Cérès/Herscher, 1995 (ISBN 9973-19-055-6).
- Liliane Ennabli, Carthage, une métropole chrétienne du IVe à la fin du VIIe siècle, Paris, CNRS, 1997, 179 p. (ISBN 2-271-05402-8, lire en ligne).
- Liliane Ennabli, Carthage chrétienne, Tunis, Agence de mise en valeur du patrimoine et de promotion culturelle, 2000. .
- Colette Picard, Carthage, Paris, Les Belles Lettres, 1951. .
- Paul Gauckler, Basiliques chrétiennes de Tunisie (1892-1904), Paris, Librairie Alphonse Picard et fils, 1913, 48 p.
- J. Vaultrin, les basiliques chrétiennes de Carthage, revue africaine, 73, p. 182-318, 1932